# Cisano Bergamasco
Cisano Bergamasco je italská obec v provincii Bergamo v regionu Lombardie. Žije zde přibližně 6 200 obyvatel.

## Poloha
Obec leží na západě provincie Bergamo u jejích hranic s provincií Lecco.
| Růžice kompasu |             | Monte Marenzo (LC) | Torre de' Busi     | Růžice kompasu |
| Růžice kompasu | Brivio (LC) | Sever              | Caprino Bergamasco | Růžice kompasu |
| Růžice kompasu | Brivio (LC) | Cisano Bergamasco  | Caprino Bergamasco | Růžice kompasu |
| Růžice kompasu | Brivio (LC) | Jih                | Caprino Bergamasco | Růžice kompasu |
| Růžice kompasu | Pontida     |                    |                    | Růžice kompasu |

## Vývoj počtu obyvatel
Zdroj: 